# Kaori Ekuni
Kaori Ekuni (江國 香織?; Setagaya, 21 marzo 1964) è una scrittrice giapponese.
Suo padre è il poeta haiku Shigeru Ekuni. I suoi libri sono tra i più venduti di Corea degli ultimi anni.

## Opere
- 1991 Stella stellina (Kira kira hikaru) (きらきらひかる), Roma, Atmosphere libri, 2013[3]
- 1999 Kamisama no bōto (神様のボー)
- 2002 Oyogu no ni anzen demo tekisetsu demo arimasen (泳ぐのに、安全でも適切でもありません)
- 2003 Gōkyūsuru jumbi wa dekiteita (号泣する準備はできていた)

## Riconoscimenti
- Premio Naoki 2003 per Gōkyūsuru jumbi wa dekiteita
- Premio Tanizaki 2015 per Yamori, kaeru, shijimichō